# Jean Ure
Jean Ure (nacida el 1 de enero de 1943) es una autora británica de libros infantiles conocida por su prolífica carrera en la literatura juvenil. Desde muy joven mostró interés por la escritura. Su primera obra, Dance For Two (1960), fue publicada por John Goodchild Publishers  cuando tenía dieciséis años y aún estaba en la escuela.
A lo largo de su carrera, Ure ha escrito más de 170 libros para niños, destacándose especialmente en los relatos de la serie de Frankie Foster. Estuvo casada con Leonard Gregory hasta su fallecimiento en 2020. Actualmente, vive en Croydon, Surrey.

## Biografía
Jean Ure nació y creció en un suburbio de Londres y asistió a la escuela en Croydon. Escribió su primer libro cuando tenía seis años y publicó su primer libro, Dance For Two cuando tenía dieciséis. Cuando decidió que quería dedicarse a la escritura, dejó la escuela y pasó los siguientes años trabajando en diversos oficios para ganarse la vida. Trabajó como camarera, fregó suelos, vendió pan en Woolworths, hizo "...un poco de enfermería, un poco de traducción, un poco de cocina..."  antes de matricularse en la Academia de Arte Dramático Webber-Douglas (1965–68). Se casó con un compañero de estudios, Leonard Gregory, en 1967.
A pesar de los desafíos iniciales en su vida, como su decisión de abandonar la escuela y sus diversos trabajos, su dedicación a la escritura nunca flaqueó. Jean vive en una casa de 300 años en Croydon, al sur de Londres. Su novela más famosa es Dance with Death, parte de la serie Point Crime. Otros de sus libros incluyen Plague 99, After the Plague (anteriormente publicado como Come Lucky April), Big Tom, Family Fan Club y Shrinking Violet, así como la novela fantástica. Jean se ha vuelto muy popular entre las lectoras adolescentes de Gran Bretaña con novelas como Shrinking Violet, Family Fan Club y Passion Flower, además de muchas otras.
A lo largo de su carrera, Ure ha mantenido un enfoque en la creación de personajes femeninos fuertes y complejos que enfrentar deasafíos emocionales, lo que ha permitido a sus libros conectar profundamente con las adolescentes. La novela de Ure, Secret Meeting, denuncia el peligro de las salas de chat y de Internet. Otra de sus novelas, Is Anybody There?, aborda el riesgo de irse con extraños. En una encuesta de 2006 realizada por la revista británica para chicas Mizz, se señaló que Jean Ure, Jacqueline y J.K. Rowling eran las autoras más famosas en el Reino Unido. Ure no tiene hijos y vive con muchos animales en su hogar de Londres. Ella dice que escribir sus historias en su ordenador la vuelve "loca". 
Su estilo y enfoque en los problemas contemporáneos que afectan a los adolescentes la ha establecido como una voz importante en la literatura juvenil. A lo largo de su carrera, ha demostrado una gran empatía por los jóvenes, abordando temas como el bullying, el amor no correspondido y las relaciones familiares disfuncionales. 
Ure ha escrito varios libros para chicas adolescentes sobre temas relacionados con los chicos, como 'Love and Kisses', que narra la historia de una chica sensata que se enamora de un chico inapropiado y empieza a mentir a sus padres para poder verlo. Además, muchos de sus libros abordan el tema del divorcio, como Passion Flower, una novela sobre dos chicas que pasan las vacaciones de verano con su padre. Su capacidad para conectar con los jóvenes ha sido clave en su éxito, ofreciendo personajes con los que los lectores pueden identificarse fácilmente. 
La autora también ha mostrado su habilidad para trabajar en diversos géneros literarios, creando tanto novelas realistas como historias más fantásticas, lo que le ha permitido mantener una audiencia amplia y diversa. Ella también tradujo novelas sobre la Segunda Guerra Mundial del escritor Sven Hassel del danés al inglés.
Jean Ure también ha ampliado su prolífica obra literaria al formato de audiolibros. Algunos de los títulos más destacados incluyen Dandelion y Born to Dance, disponibles en diversas plataformas de audiolibros. Estas obras permiten a los oyentes disfrutar de sus historias sobre el crecimiento personal, el baile y las complejidades de la adolescencia. Otros de sus libros en formato de audiolibro incluyen Just Peachy y Star Quality, los cuales siguen siendo populares entre quienes disfrutan de sus relatos pero prefieren el formato de audio. La narración de estos audiolibros ayuda a dar vida a los personajes y las tramas de Jean Ure, alcanzando a un público más amplio.

## Publicaciones
A continuación se presenta una extensa lista de las obras publicadas por Jean Ure, que abarca una notable diversidad de géneros. A traves de estos libros, la autora aborda temas complejos como las emociones de la adolescencia, las relaciones familiares, la identidad personal y la aceptación. Además, en la lista se incluyen libros ilustrados y colaboraciones con otros escritores, lo que ha enriquecido aún más su prolífica trayectoria literaria.
- Baile para dos (libro infantil, publicado mientras estudiaba)

- Nos vemos el jueves (1980)
- Un pequeño Nooryeff de verdad (1981)
- Hola, Superratón (1943)
- Después del jueves (1984)
- Unas veces se gana y otras se pierde (1984)
- Si no fuera por Sebastián... (1984)
- Nicola Mimosa (1985)
- Una hoja verde (1987)
- El problema con Vanessa (1988)
- Siempre está Dannie (1989)
- Di adiós (1989)
- Plague 99 (1989, Lancs Book Awars 1990)
- El mago en el bosque (1990)
- El mago en el país de las maravillas (1991)
- El mago y la bruja (1995)
- Melón flaco y yo (1996)
- Becky Bananas (1997)
- Silba y vendré (Premio del Libro Infantil Stockton, 1997)
- Sólo 16 (1999)
- Fruta y nueces (1999)
- La vida secreta de Sally Tomato (más tarde rebautizada como The Kissing Game ) (2000)
- Un giro en el tiempo (2000)
- Los chicos del cerebro (2001)
- Violeta menguante (2014)
- Pastel de calabaza (2002)
- La mala Alicia (2003)
- Flor de la pasión (2003)
- Reunión secreta (2004)
- ¿Hay alguien ahí? (2004)
- Azúcar y especias (2005)
- ¡Me vuelves loca las estrellas! (2008)
- Galleta de la suerte (2009)
- Amor y besos (2009)
- Helado (2010)
- Frankie Foster - Pop gaseoso (2011)
- Frankie Foster - Pick n' Mix (2011)
- Frankie Foster - Se vuelve loco (2012)
- Cielo de limonada (2012)
- Simplemente maravilloso (2013)
- Secretos y sueños (2015)
- El amor de la fresa (2016)